# Чемпионат России по хоккею с шайбой 2004/2005
Чемпионат России по хоккею с шайбой сезона 2004/2005 — стартовал 1 сентября (Суперлига) и 20 сентября (Высшая лига) 2004 года. Завершился 8 апреля (Суперлига) и 22 апреля (Высшая лига) 2005 года.

## События сезона
В связи с тем, что в 2004—2005 годах в НХЛ в связи с локаутом сезон был отменён, в Россию приехало много игроков из этой североамериканской лиги:
- «Авангард» Омск: Андрей Назаров «Финикс Койотис», Яромир Ягр «Вашингтон Кэпиталз». Также к этому списку можно присовокупить Олега Твердовского, пришедшего в Омск за год до этого из «Нью-Джерси Девилз».
- «Ак Барс» Казань: первый номер драфта НХЛ 1998 года Венсан Лекавалье, Брэд Ричардс оба «Тампа-Бэй Лайтнинг», Алексей Морозов «Питтсбург Пингвинз», Дарюс Каспарайтис «Нью-Йорк Рейнджерс», Руслан Салей «Анахайм Майти Дакс», Алексей Ковалёв «Монреаль Канадиенс», первый номер драфта 2001 года Илья Ковальчук «Атланта Трэшерз», Дэни Хитли «Атланта Трэшерз», Николай Антропов «Торонто Мейпл Лифс», Денис Архипов «Нэшвилл Предаторз», Алексей Житник «Баффало Сейбрз», Микаэль Нюландер «Бостон Брюинз», Вячеслав Козлов «Атланта Трэшерз», вратари Фрэд Брэтуэйт «Коламбус Блю Джекетс» и Николай Хабибулин «Тампа-Бэй Лайтнинг».
- «Динамо» Москва: Андрей Марков «Монреаль Канадиенс», Артём Чубаров «Ванкувер Кэнакс», Любош Бартечко «Атланта Трэшерз», Павел Дацюк «Детройт Ред Уингз», Максим Афиногенов «Баффало Сейбрз», Мартин Гавлат «Оттава Сенаторз», Максим Кузнецов «Лос-Анджелес Кингз», Александр Фролов «Лос-Анджелес Кингз». В самом конце сезона 6 игр за клуб успел сыграть Сергей Самсонов «Бостон Брюинз».
- «Лада» Тольятти: Дайнюс Зубрус «Вашингтон Кэпиталз», Александр Сёмин «Вашингтон Кэпиталз», Виктор Козлов «Нью-Джерси Девилз», Иван Новосельцев «Финикс Койотис», Юсси Маркканен «Эдмонтон Ойлерз», Максим Кондратьев «Торонто Мейпл Лифс», Дмитрий Афанасенков «Тампа-Бэй Лайтнинг».
- «Локомотив» Ярославль: Александр Карповцев «Чикаго Блэкхокс», Карел Рахунек «Нью-Йорк Рейнджерс», Алексей Яшин «Нью-Йорк Айлендерс», Пётр Счастливый «Анахайм Майти Дакс», Игорь Королёв «Чикаго Блэкхокс», Николай Антропов «Торонто Мейпл Лифс».
- «Металлург» Магнитогорск: Дмитрий Калинин «Баффало Сейбрз», Сергей Гончар «Бостон Брюинз», Патрик Элиаш «Нью-Джерси Девилз», Петр Сикора «Анахайм Майти Дакс» и вратарь Евгений Набоков «Сан-Хосе Шаркс», Фёдор Фёдоров «Ванкувер Кэнакс».
- «Северсталь» Череповец: Олег Кваша «Нью-Йорк Айлендерс».
- «Спартак» Москва: Иван Новосельцев «Финикс Койотис», Фёдор Фёдоров «Ванкувер Кэнакс».
- СКА: Александр Хаванов «Сент-Луис Блюз», Фёдор Тютин «Нью-Йорк Рейнджерс», Микаэль Нюландер «Бостон Брюинз», Гарт Сноу «Нью-Йорк Айлендерс».
- «Химик» Воскресенск: Виталий Вишневский «Анахайм Майти Дакс», Брайан Аллен «Ванкувер Кэнакс», Герман Титов «Анахайм Майти Дакс», Сергей Брылин «Нью-Джерси Девилз», Алексей Поникаровский «Торонто Мейпл Лифс», Камил Пирош «Атланта Трэшерз», Валерий Каменский «Нью-Джерси Девилз», Александр Королюк «Сан-Хосе Шаркс», Вячеслав Козлов «Атланта Трэшерз», Мэнни Легаси «Детройт Ред Уингз».
- ЦСКА: Александр Фролов «Лос-Анджелес Кингз», Мартин Штрбак «Питтсбург Пингвинз», Николай Жердев «Коламбус Блю Джекетс», Олег Кваша «Нью-Йорк Айлендерс», Андрей Николишин «Колорадо Эвеланш», Олег Сапрыкин «Калгари Флэймз».
- «Витязь» Чехов (высшая лига): Алексей Жамнов «Филадельфия Флайерз», Даниил Марков «Филадельфия Флайерз», Александр Королюк «Сан-Хосе Шаркс».

## Суперлига

### Регламент
В высшем дивизионе (Суперлиге) принимают участие 16 команд.
Сезон разделён на 2 этапа: регулярный чемпионат и плей-офф. На 1-м этапе команды играют круговой турнир по четыре матча с каждой командой (два матча дома и два в гостях), то есть 60 матчей каждая.
На 1-м этапе команда за победу в основное время получает 3 очка, за победу в овертайме — 2 очка, за ничью или проигрыш в овертайме — 1 очко и за проигрыш в основное время — 0 очков. Если основное время матча заканчивается вничью, то назначается дополнительный пятиминутный овертайм до первой заброшенной шайбы. В овертайме на площадке с каждой стороны играют 4 полевых игрока и 1 вратарь. Если основное время для одной из команд завершилось с неоконченым штрафом, то это штрафное время переносится на овертайм.
При распределении мест в турнирной таблице в случае равенство очков у одной или более команд преимущество имеет команда:
- набравшая больше очков в микротурнире с этими командами
- имеющая наилучшую разницу шайб в микротурнире
- имеющая лучшую разницу шайб в матчах со всеми командами
- имеющая больше побед в матчах со всеми командами
- забросившая наибольшее количество шайб в матчах со всеми командами

В плей-офф выходят первые 8 команд по результатам 1-го этапа. На каждой стадии плей-офф играются серии до трёх побед. Соперники на каждом этапе плей-офф подбираются так, чтобы сильнейшай команда по результатам регулярного сезона играла со слабейшей, по результатам этого же регулярного сезона, командой. Команда, занявшая более высокое место в регулярном сезоне, имеет преимущество в одну домашнюю игру. Если на этапе плей-офф игра заканчивается вничью, назначается десятиминутный овертайм. Овертайм играется по тем же правилам, что и в регулярном сезоне. В случае если овертайм также не выявит победителя назначается серия буллитов по 5 бросков и, в случае ничьей после первых пяти буллитов, штрафные броски продолжаются до 1-й заброшенной шайбы.
По сравнению с предыдущим сезоном в регламент было внесено одно изменение, касающееся серии буллитов. Серия буллитов назначается во всех ничейных матчах плей-офф кроме одного — в последнем пятом матче финальной серии (если таковой понадобится) серия буллитов не назначается. В этом матче овертайм должен будет продолжаться до тех пор, пока одна из команд не забьёт шайбу.
Победитель финала получает золотые медали и звание Чемпиона России. Финалист — серебряные медали и звание вице-чемпиона. Между неудачниками полуфиналов играется двухматчевая серия за 3-е место. Остальные места распределяются по результатам регулярного сезона.

### Регулярный сезон

#### Итоговая таблица
| М  | Команда                  | И  | В  | ВО | Н  | ПО | П  | ЗШ  | ПШ  | ±Ш   | О   | %О    |
| -- | ------------------------ | -- | -- | -- | -- | -- | -- | --- | --- | ---- | --- | ----- |
| 1  | «Динамо» Москва          | 60 | 35 | 5  | 7  | 4  | 9  | 179 | 106 | 73   | 126 | 70.00 |
| 2  | «Лада» Тольятти          | 60 | 35 | 1  | 11 | 0  | 13 | 140 | 86  | 54   | 118 | 65.56 |
| 3  | «Металлург» Магнитогорск | 60 | 34 | 2  | 5  | 4  | 15 | 193 | 124 | 69   | 115 | 63.89 |
| 4  | «Ак Барс» Казань         | 60 | 34 | 3  | 5  | 1  | 17 | 174 | 113 | 61   | 114 | 63.33 |
| 5  | «Локомотив» Ярославль    | 60 | 29 | 2  | 12 | 2  | 15 | 159 | 104 | 55   | 105 | 58.33 |
| 6  | «Авангард» Омск          | 60 | 29 | 3  | 10 | 1  | 17 | 182 | 148 | 34   | 104 | 57.78 |
| 7  | «Металлург» Новокузнецк  | 60 | 26 | 1  | 12 | 2  | 19 | 129 | 126 | 3    | 94  | 52.22 |
| 8  | «Нефтехимик» Нижнекамск  | 60 | 26 | 2  | 7  | 2  | 23 | 141 | 130 | 11   | 91  | 50.56 |
| 9  | «Химик» Воскресенск      | 60 | 25 | 1  | 6  | 0  | 28 | 129 | 157 | -28  | 83  | 46.11 |
| 10 | ЦСКА Москва              | 60 | 21 | 3  | 9  | 3  | 24 | 156 | 147 | 9    | 81  | 45.00 |
| 11 | «Северсталь» Череповец   | 60 | 21 | 2  | 10 | 3  | 24 | 138 | 144 | -6   | 80  | 44.44 |
| 12 | СКА Санкт-Петербург      | 60 | 22 | 1  | 5  | 3  | 29 | 133 | 169 | -36  | 76  | 42.22 |
| 13 | «Салават Юлаев» Уфа      | 60 | 19 | 1  | 7  | 2  | 31 | 114 | 156 | -42  | 68  | 37.78 |
| 14 | «Сибирь» Новосибирск     | 60 | 12 | 2  | 12 | 2  | 32 | 97  | 138 | -41  | 54  | 30.00 |
| 15 | «Спартак» Москва         | 60 | 10 | 0  | 10 | 2  | 38 | 89  | 164 | -75  | 42  | 23.33 |
| 16 | «Молот-Прикамье» Пермь   | 60 | 5  | 2  | 4  | 0  | 49 | 81  | 222 | -141 | 23  | 12.78 |

Примечание: М — место, И — количество игр, В — выигрыши в основное время, ВО — выигрыши в овертайме, Н — ничьи, ПО — проигрыши в овертайме, П — проигрыши в основное время, ЗШ — забито шайб, ПШ — пропущено шайб, ±Ш — разница шайб, О — очки, %О — процент от возможного количества набранных очков.

#### Лучшие бомбардиры
| Место | Игрок               | Команда                  | Количество игр | Очки (гол+пас) |
| ----- | ------------------- | ------------------------ | -------------- | -------------- |
| 1     | Сушинский Максим    | «Авангард» Омск          | 50             | 55 (18+37)     |
| 2     | Кайгородов Алексей  | «Металлург» Магнитогорск | 57             | 48 (15+33)     |
| 3     | Затонский Дмитрий   | «Авангард» Омск          | 59             | 47 (23+24)     |
| 4     | Морозов Алексей     | «Ак Барс» Казань         | 58             | 46 (20+26)     |
| 5     | Роса Павел          | «Динамо» Москва          | 54             | 44 (21+23)     |
| 6     | Прокопьев Александр | «Авангард» Омск          | 60             | 43 (14+29)     |
| 7     | Ковальчук Илья      | «Ак Барс» Казань         | 53             | 41 (19+22)     |
| 8     | Жердев Николай      | ЦСКА Москва              | 51             | 40 (19+21)     |
| 9     | Антипов Владимир    | «Локомотив» Ярославль    | 58             | 39 (18+21)     |
| 10    | Ягр Яромир          | «Авангард» Омск          | 32             | 39 (16+23)     |
| 11    | Фролов Александр    | ЦСКА Москва              | 42             | 37 (20+17)     |
| 12    | Зиновьев Сергей     | «Ак Барс» Казань         | 53             | 37 (17+20)     |
| 13    | Козлов Виктор       | «Лада» Тольятти          | 52             | 37 (15+22)     |
| 14    | Грабовский Михаил   | «Нефтехимик» Нижнекамск  | 60             | 36 (16+20)     |

### Плей-офф

#### 1/4 финала
- «Металлург» Магнитогорск — «Авангард» Омск 2:3 (5:2, 2:1, 1:4, 2:4, 3:4 от)

Менее чем за минуту до конца основного времени пятого матча «Металлург» вёл 3:2, однако омичи сменили вратаря на шестого полевого игрока и за 45 секунд до конца Максим Сушинский сравнял счёт. В овертайме на 69-й минуте Яромир Ягр, совершив сольный проход через всю площадку, переиграл Евгения Набокова и вывел «Авангард» в полуфинал. Этот гол позже будет признан специалистами лучшим голом сезона.
- «Лада» Тольятти — «Металлург» Новокузнецк 3:1 (3:0, 1:2 бул, 3:1, 3:2)
- «Ак Барс» Казань — «Локомотив» Ярославль 1:3 (1:2, 3:4, 1:0 бул, 1:2)

«Локомотив» сотворил сенсацию, обыграв звёздный «Ак Барс», зарплатный бюджет которого по неофициальным оценкам специалистов составлял 50-55 миллионов долларов.
- «Динамо» Москва — «Нефтехимик» Нижнекамск 3:0 (2:0, 4:2, 2:1)

#### 1/2 финала
- «Лада» Тольятти — «Локомотив» Ярославль 3:0 (3:2 бул, 4:1, 2:1)
- «Динамо» Москва — «Авангард» Омск 3:1 (2:3 бул, 11:0, 1:0, 3:1)

Эта серия запомнилась беспрецедентным для стадии плей-офф разгромом «Авангарда» во втором матче со счётом 11:0 и скандалом в третьем матче серии, связанным с так называемым «голом-фантомом» Игоря Мирнова. На 48 минуте третьего матча динамовец Игорь Мирнов бросил по воротам вратаря «Авангарда» Норма Маракла, шайба стукнулась в место соединения сетки и правой (для вратаря) штанги ворот, выскочила на линию ворот. Судья матча Рафаэль Кадыров, находившийся недалеко от места событий, показал, что шайба пересекла линию и зафиксировал взятие ворот. На повторах с камеры над воротами затруднительно сделать однозначный вывод, пересекла ли шайба линию ворот.

#### За 3-е место
- «Авангард» Омск — «Локомотив» Ярославль 0:2 (3:6, 4:5)

#### Финал
- «Динамо» Москва — «Лада» Тольятти 3:0 (3:1, 2:0, 2:1 бул)

#### Бомбардиры плей-офф
| Место | Игрок              | Команда               | Количество игр | Очки (гол+пас) |
| ----- | ------------------ | --------------------- | -------------- | -------------- |
| 1     | Ягр Яромир         | «Авангард» Омск       | 11             | 13 (4+9)       |
| 2     | Сушинский Максим   | «Авангард» Омск       | 11             | 12 (5+7)       |
| 3     | Яшин Алексей       | «Локомотив» Ярославль | 9              | 10 (3+7)       |
| 4     | Бутурлин Александр | «Лада» Тольятти       | 10             | 9 (3+6)        |
| 5     | Дацюк Павел        | «Динамо» Москва       | 10             | 8 (6+2)        |
| 6     | Афиногенов Максим  | «Динамо» Москва       | 10             | 8 (4+4)        |
| 7     | Воробьёв Илья      | «Лада» Тольятти       | 10             | 8 (3+5)        |
| 8     | Антропов Николай   | «Локомотив» Ярославль | 9              | 7 (3+4)        |
| 9     | Королёв Игорь      | «Локомотив» Ярославль | 9              | 7 (1+6)        |
| 10    | Бут Антон          | «Локомотив» Ярославль | 8              | 6 (3+3)        |
| 11    | Козлов Виктор      | «Лада» Тольятти       | 10             | 6 (3+3)        |
| 12    | Мирнов Игорь       | «Динамо» Москва       | 9              | 6 (2+4)        |
| 13    | Овечкин Александр  | «Динамо» Москва       | 10             | 6 (2+4)        |
| 14    | Бойков Александр   | «Лада» Тольятти       | 10             | 6 (2+4)        |

### Итоговое распределение мест
1. «Динамо» Москва
2. «Лада» Тольятти
3. «Локомотив» Ярославль
4. «Авангард» Омск
5. «Металлург» Магнитогорск
6. «Ак Барс» Казань
7. «Металлург» Новокузнецк
8. «Нефтехимик» Нижнекамск
9. «Химик» Воскресенск
10. ЦСКА Москва
11. «Северсталь» Череповец
12. СКА Санкт-Петербург
13. «Салават Юлаев» Уфа
14. «Сибирь» Новосибирск
15. «Спартак» Москва
16. «Молот-Прикамье» Пермь

### Личные и командные призы

#### Командные
- Приз имени Боброва — «Динамо» Москва, 211 голов в 70 играх
- «Лучшему клубу ПХЛ» — «Локомотив» Ярославль

#### Личные
- «Золотая клюшка» — Павел Дацюк, «Динамо» Москва
- «Золотой шлем» — вратарь — Виталий Еремеев («Динамо»); защитники — Андрей Марков («Динамо»), Карел Рахунек («Локомотив»); нападающие — Яромир Ягр («Авангард»), Павел Дацюк («Динамо»), Виктор Козлов («Лада»)
- «Самому результативному игроку» — Максим Сушинский, «Авангард» Омск, 67 очков (23 гола + 44 передачи) в 65 играх
- «Три бомбардира» — Александра Прокопьев, Дмитрий Затонский, Максим Сушинский, «Авангард» Омск, 43 гола
- «Самый результативный защитник» — Дмитрий Юшкевич, «Северсталь» Череповец, 28 (6+22) в 54 играх
- «Лучший снайпер» — Дмитрий Затонский, «Авангард» Омск, 26 голов в 70 играх
- «Мастер плей-офф» — Павел Дацюк, «Динамо» Москва, 6 голов в плей-офф
- «Секунда» (самый быстрый гол) — Сергей Коньков, «Нефтехимик» Нижнекамск, гол на 17 секунде матча «Салават Юлаев» — «Нефтехимик» 2 октября 2004 года
- «Секунда» (самая поздняя по времени шайба) — Яромир Ягр, «Авангард» Омск, гол после 1 часа 8 минут и 19 секунд в матче «Металлург» Магнитогорск — «Авангард» 24 марта 2005 года
- «Железный человек» — Александр Прокопьев, «Авангард», 199 игр в трех предыдущих сезонах
- «Лучший вратарь Чемпионата России» — Виталий Еремеев, «Динамо» Москва
- «Лучший новичок сезона» — Яков Рылов, «Динамо» Москва
- Лучшему играющему ветерану-наставнику — Валерий Каменский, «Химик» Воскресенск
- «Джентльмен на льду» — Николай Сёмин, ЦСКА и «Металлург» Магнитогорск и Алексей Тертышный «Металлург» Магнитогорск.
- «Лучшему тренеру» — Владимир Крикунов, «Динамо» Москва
- «Золотой свисток» — Вячеслав Буланов, Москва
- Приз имени Валентина Лукича Сыча — Анатолий Харчук, «Динамо» Москва
- Лучшим пишущим журналистам, освещающим хоккей — «Золотое перо» — Павел Стрижевский, «Спорт-Экспресс»; «Серебряное перо» — Владимир Юрин, «Спорт-Экспресс»; «Бронзовое перо» — Игорь Золотарев «Футбол-хоккей Южного Урала».
- Лучшим теле- и радиожурналистам, освещающим хоккей — «Золотой микрофон» — Дмитрий Анисимов, телеканал «Спорт»; «Серебряный микрофон» — Артем Дроздов телеканал «Спорт»; «Бронзовый микрофон» — Павел Зайцев телекомпания ТВИН, Магнитогорск.

## Высшая лига

### Регламент
Высшая лига чемпионата России по хоккею разделена на две зоны — «Восток» и «Запад». Команды разбиты на зоны по географическому принципу.
На первом этапе команды в каждой зоне играют четырёхкруговой турнир — с каждой командой 2 игры дома и 2 в гостях, то есть всего 52 игры. Назначение очков, распределение мест, регламент овертаймой и тому подобное — аналогично высшему дивизиону.
В плей-офф выходят 8 лучших команд из каждой зоны. Так как команды «Казахмыс» и «Казцинк-Торпедо» представляют Казахстан и выступают в Высшей лиге вне конкурса, то их место на этапе плей-офф занимают идущие вслед за ними в турнирной таблице российские команды.
В плей-офф первые две игры проходят на поле команды, занявшая в регулярном сезоне более низкое место. Остальные 3 игры проходят на поле команды, занявшей в регулярном сезоне более высокое место. Финалисты плей-офф получают право в следующем сезоне играть в Суперлиге.

### Регулярный сезон «Запад»
| М  | Команда                   | И  | В  | ВО | Н | ПО | П  | ЗШ  | ПШ  | ±Ш   | О   | %О    |
| -- | ------------------------- | -- | -- | -- | - | -- | -- | --- | --- | ---- | --- | ----- |
| 1  | ХК МВД                    | 52 | 38 | 0  | 7 | 0  | 7  | 147 | 76  | 71   | 121 | 77.56 |
| 2  | «Торпедо» Нижний Новгород | 52 | 37 | 1  | 5 | 1  | 8  | 163 | 69  | 94   | 119 | 76.28 |
| 3  | «Нефтяник» Альметьевск    | 52 | 35 | 0  | 5 | 0  | 12 | 168 | 85  | 83   | 110 | 70.51 |
| 4  | ХК «Витязь» Чехов         | 52 | 32 | 1  | 3 | 2  | 14 | 154 | 113 | 41   | 103 | 66.03 |
| 5  | «Кристалл» Саратов        | 52 | 30 | 2  | 2 | 0  | 18 | 143 | 108 | 35   | 96  | 61.54 |
| 6  | «Нефтяник» Лениногорск    | 52 | 30 | 1  | 3 | 0  | 18 | 137 | 99  | 38   | 95  | 60.90 |
| 7  | «Крылья Советов» Москва   | 52 | 25 | 1  | 7 | 1  | 18 | 150 | 123 | 27   | 85  | 54.49 |
| 8  | «Дизель» Пенза            | 52 | 25 | 0  | 4 | 1  | 22 | 145 | 120 | 25   | 80  | 51.28 |
| 9  | ЦСК ВВС Самара            | 52 | 18 | 0  | 2 | 2  | 30 | 102 | 127 | -25  | 58  | 37.18 |
| 10 | ХК «Липецк»               | 52 | 15 | 3  | 4 | 1  | 29 | 102 | 139 | -37  | 56  | 35.90 |
| 11 | ХК «Белгород»             | 52 | 10 | 3  | 1 | 3  | 35 | 96  | 173 | -77  | 40  | 25.64 |
| 12 | «Спартак» Санкт-Петербург | 52 | 11 | 0  | 5 | 0  | 36 | 103 | 165 | -62  | 38  | 24.36 |
| 13 | «Кристалл» Электросталь   | 52 | 11 | 0  | 2 | 1  | 38 | 104 | 208 | -104 | 36  | 23.08 |
| 14 | «Олимпия» Кирово-Чепецк   | 52 | 7  | 1  | 4 | 1  | 39 | 81  | 190 | -109 | 28  | 17.95 |

Примечание: М — место, И — количество игр, В — выигрыши в основное время, ВО — выигрыши в овертайме, Н — ничьи, ПО — проигрыши в овертайме, П — проигрыши в основное время, ЗШ — забито шайб, ПШ — пропущено шайб, ±Ш — разница шайб, О — очки, %О — процент от возможного количества набранных очков.

### Регулярный сезон «Восток»
| М  | Команда                            | И  | В  | ВО | Н  | ПО | П  | ЗШ  | ПШ  | ±Ш   | О   | %О    |
| -- | ---------------------------------- | -- | -- | -- | -- | -- | -- | --- | --- | ---- | --- | ----- |
| 1  | «Мечел» Челябинск                  | 52 | 35 | 1  | 6  | 0  | 10 | 166 | 98  | 68   | 113 | 72.44 |
| 2  | «Амур» Хабаровск                   | 52 | 34 | 1  | 7  | 1  | 9  | 159 | 75  | 84   | 112 | 71.79 |
| 3  | «Трактор» Челябинск                | 52 | 34 | 0  | 5  | 1  | 12 | 168 | 88  | 80   | 108 | 69.23 |
| 4  | «Казцинк-Торпедо» Усть-Каменогорск | 52 | 33 | 1  | 3  | 0  | 15 | 157 | 96  | 61   | 104 | 66.67 |
| 5  | «Спутник» Нижний Тагил             | 52 | 29 | 0  | 8  | 0  | 15 | 146 | 105 | 41   | 95  | 60.90 |
| 6  | «Казахмыс» Жезгазган-Караганда     | 52 | 28 | 1  | 6  | 0  | 17 | 167 | 119 | 48   | 92  | 58.97 |
| 7  | «Газовик» Тюмень                   | 52 | 20 | 0  | 8  | 3  | 21 | 106 | 105 | 1    | 71  | 45.51 |
| 8  | «Энергия» Кемерово                 | 52 | 18 | 3  | 6  | 2  | 23 | 108 | 115 | -7   | 68  | 43.59 |
| 9  | «Ижсталь» Ижевск                   | 52 | 16 | 4  | 11 | 0  | 21 | 110 | 127 | -17  | 67  | 42.95 |
| 10 | «Зауралье» Курган                  | 52 | 19 | 0  | 6  | 1  | 26 | 127 | 174 | -47  | 64  | 41.03 |
| 11 | «Мотор» Барнаул                    | 52 | 15 | 3  | 4  | 1  | 29 | 129 | 167 | -38  | 56  | 35.90 |
| 12 | «Металлург» Серов                  | 52 | 9  | 1  | 5  | 4  | 33 | 108 | 185 | -77  | 38  | 24.36 |
| 13 | «Динамо-Энергия» Екатеринбург      | 52 | 9  | 1  | 4  | 1  | 37 | 96  | 198 | -102 | 34  | 21.79 |
| 14 | «Южный Урал» Орск                  | 52 | 5  | 0  | 9  | 2  | 36 | 75  | 170 | -95  | 26  | 16.67 |

Примечание: М — место, И — количество игр, В — выигрыши в основное время, ВО — выигрыши в овертайме, Н — ничьи, ПО — проигрыши в овертайме, П — проигрыши в основное время, ЗШ — забито шайб, ПШ — пропущено шайб, ±Ш — разница шайб, О — очки, %О — процент от возможного количества набранных очков.

### Плей-офф

#### 1/8 финала
- «Газовик» Тюмень — ХК «Витязь» Чехов 0:3 (1:2, 2:7, 0:5)
- «Нефтяник» Лениногорск — «Трактор» Челябинск 1:3 (3:2, 1:2, 0:4, 0:3)
- «Кристалл» Саратов — «Спутник» Нижний Тагил 1:3 (3:2 бул, 1:4, 3:6, 1:2)
- «Зауралье» Курган — ХК МВД 0:3 (2:3, 0:2, 2:3)
- «Ижсталь» Ижевск — «Торпедо» Нижний Новгород 1:3 (3:1, 1:2, 2:4, 0:2)
- «Дизель» Пенза — «Мечел» Челябинск 1:3 (0:1, 1:0, 1:4, 0:4)
- «Энергия» Кемерово — «Нефтяник» Альметьевск 0:3 (1:2, 2:3 бул, 1:3)
- «Крылья Советов» Москва — «Амур» Хабаровск 0:3 (3:5, 3:4 бул, 1:2 бул)

#### 1/4 финала
- «Трактор» Челябинск — «Торпедо» Нижний Новгород 1:3 (2:3, 4:1, 1:2, 0:2)
- «Нефтяник» Альметьевск — «Амур» Хабаровск 2:3 (4:2, 4:2, 1:2 бул, 2:4, 0:1 от)
- ХК «Витязь» Чехов — «Мечел» Челябинск 3:1 (3:4, 5:2, 1:0, 5:2)
- «Спутник» Нижний Тагил — ХК МВД 0:3 (0:1 от, 3:4 от, 0:3)

#### 1/2 финала
- «Амур» Хабаровск — ХК МВД 0:3 (2:3, 0:3, 1:2 от)
- ХК «Витязь» Чехов — «Торпедо» Нижний Новгород (2:1 от, 4:3 бул, 1:2, 2:1 бул)

#### За 3-е место
- «Торпедо» Нижний Новгород — «Амур» Хабаровск 2:1 (1:3, 4:3, 1:0 от)

#### Финал
- ХК «Витязь» Чехов — ХК МВД 1:3 (1:2, 2:1 от, 2:4, 0:5)